# Sphaceloma ichnocarpi
Sphaceloma ichnocarpi är en svampart som beskrevs av Thirum. & Naras. 1970. Sphaceloma ichnocarpi ingår i släktet Sphaceloma och familjen Elsinoaceae.   Inga underarter finns listade i Catalogue of Life.